# 卡瓦季湖

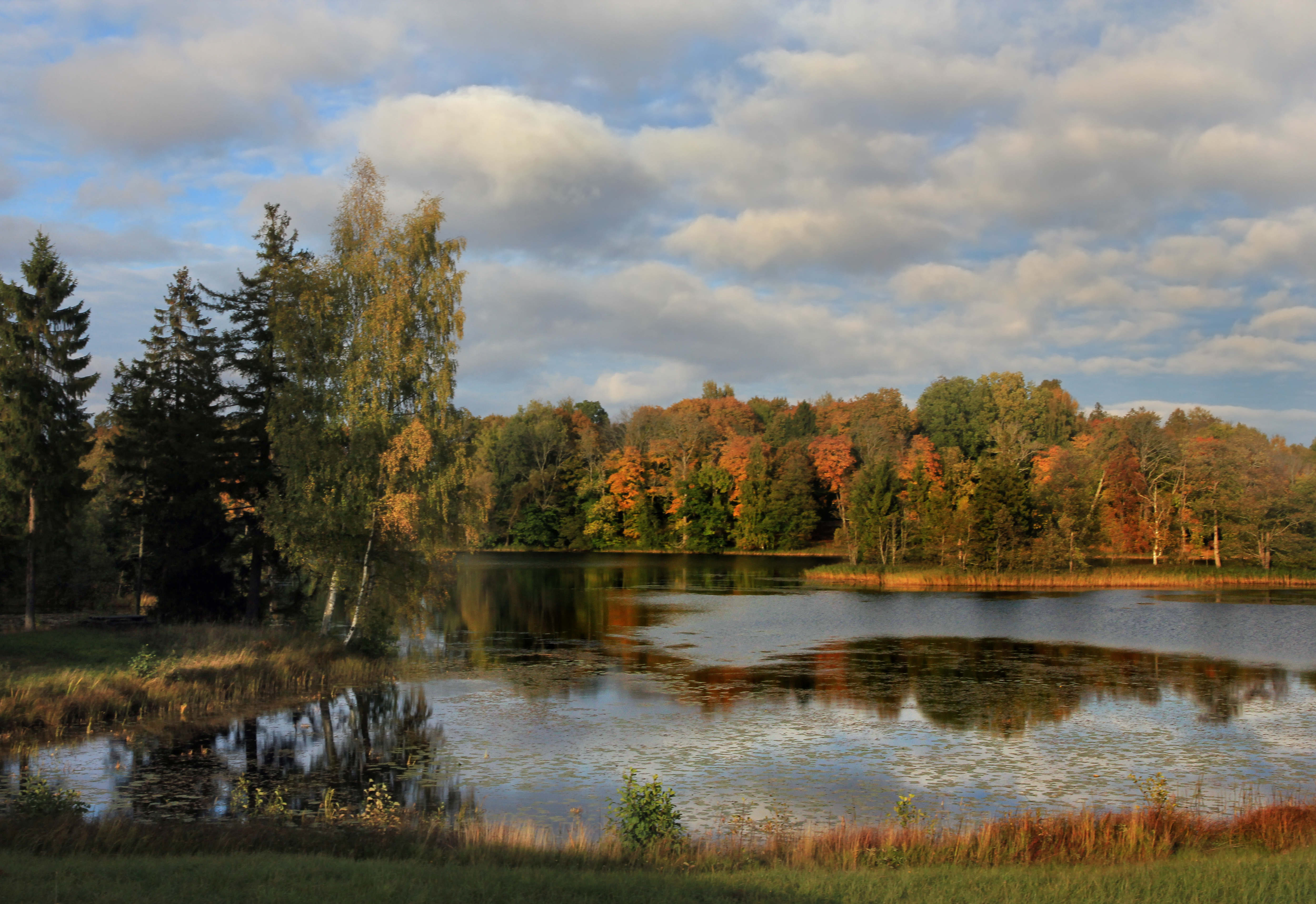

卡瓦季湖是愛沙尼亞的湖泊，由沃魯縣負責管轄，長0.96公里、寬0.44公里，面積0.29平方公里，海拔高度210米，平均水深3.5米，最大水深8.2米，該湖有15種水生植物。
57°44′35″N 27°6′20″E / 57.74306°N 27.10556°E